# Odostomia gravida
Odostomia gravida är en snäckart som beskrevs av Gould 1853. Odostomia gravida ingår i släktet Odostomia och familjen Pyramidellidae. Inga underarter finns listade i Catalogue of Life.